# 수인터널
수인터널(水仁터널)은 강원특별자치도 춘천시 북산면과 양구군 양구읍을 잇는 춘양로 (국도 제46호선)의 터널으로, 2000년 10월 현대건설이 착공하여 2002년 4월 30일 관통, 2006년 2월 17일 개통되었다. 터널 남쪽으로는 소양호가 위치하고 있다.

## 같이 보기
- 추곡터널: 춘천 방면, 다음 터널
- 웅진터널: 양구 방면, 다음 터널